# JAST USA
JAST USA là một công ty của Mỹ được phép phân phối các tựa game bishōjo phiên bản tiếng Anh bao gồm các thể loại như mô phỏng hẹn hò, visual novel hoặc eroge. Hãng được thành lập vào năm 1997 với các tựa game eroge đầu tiên như Season of the Sakura của Sakura Soft và Three Sisters' Story của JAST. Ngoài ra, hãng còn cộng tác với một nhóm các công ty J-List/Peach Princess/G-Collections thuộc quyền sở hữu của Peter Payne và với các nhà phát hành game Nhật Bản đặc biệt là Nitro+.

## Game đã phát hành
Bộ "JAST USA Memorial Collection"
- Runaway City
- Season of the Sakura
- Three Sisters' Story

Bộ "Milky House Memorial Collection"
- May Club
- Nocturnal Illusion

### Số khác
- Sê-ri Fairy Gods (Legend of Fairies và Fairy Nights)
- Hentai Anime Poker (Valkyrie Poker)
- Transfer Student
- Skin Conscious vol. 1 & 2
- Dream World 2 (Neon Genesis Evangelion fan art khiêu dâm)
- The Borderline Series (bộ sưu tập tranh ảnh khiêu dâm bởi họa sĩ Sakaki Naomoto)
- Enzai tựa game yaoi đầu tiên của Nhật Bản (hoặccó tên gọi khác là BL, "Boy's Love") được chuyển thể sang tiếng Anh.[5]
- "Zanma Taisei Demonbane"
- "Absolute Obedience" (game yaoi khiêu dâm)
- School Days" (phiên bản HQ)

(Một số game bishōjo được dịch sang tiếng Anh đều do JAST USA phân phối, cũng như tất cả các game bởi các hãng G-Collections, Peach Princess, Hirameki International) 